# Geokčaj (rijeka)
Geokčaj ili Gejčaj (azerski: Göyçay, ruski: Гёйчай ili Геокчай) je rijeka u Azerbajdžanu. Duga je 113 km. Površina porječja iznosi 1170 km2. Izvire na Babadagu, južnoj padini Malog Kavkaza. Kraj mjesta Geokčaj dijeli se na mnogo rukavaca i kanala te se koristi za navodnjavanje. Ulijeva se u rijeku Karasu, lijevoj pritoci Kure.